# 财产犯罪
财产犯罪是一种针对财产的犯罪，分为财产盗窃和财产毁坏两类，其中包括入室、盗窃、机动车盗窃、縱火、店舖盜竊和财产破坏等罪行。
财产犯罪是高发性犯罪，常以现金、电子产品、动力工具和珠宝为目标。